# Даля
Даля (на гръцки: Ποταμάκι, Потамаки, до 1927 година Ντάλια или Δάλια, Даля) е обезлюдено село в Република Гърция, разположено на територията на дем Бук (Паранести) в област Източна Македония и Тракия.

## География
Село Даля е разположено на 600 m надморска височина, в южните склонове на Родопите. Васил Кънчов го определя като чечко село, попадащо в Драмския Чеч.
Селото има две махали – Горно Даля (Ано Потамаки) на юг от едноименния връх Даля и Долно Даля (Като Потамаки) – на север.

## История

### В Османската империя
Съгласно статистиката на Васил Кънчов („Македония. Етнография и статистика“) към 1900 година в Дяла има 10 помашки къщи.

### В Гърция
След Междусъюзническата война в 1913 година Даля попада в Гърция. Според гръцката статистика, през 1913 година в Даля (Δάλια) живеят 183 души.
През 1923 година жителите му са изселени в Турция и на тяхно място са заселени 22 гръцки семейства със 72 души – бежанци от Турция. През 1927 година името на селото е сменено от Даля (Ντάλια) на Потамаки (Ποταμάκι).
Селото е обезлюдено след Гражданската война в Гърция.
| Година    | 1913 | 1920 | 1928 | 1940 | 1951 | 1961 | 1971 | 1981 | 1991 | 2001 | 2011 | 2021 |
| --------- | ---- | ---- | ---- | ---- | ---- | ---- | ---- | ---- | ---- | ---- | ---- | ---- |
| Население | 183  | 156  | 96   | 115  |      |      |      |      |      |      |      |      |